# Кейпо де Льяно, Франсиско де Борха
Дон Франсиско де Борха Кейпо де Льяно-и-Гайосо де лос Кобос, гранд Испании, 8-й граф де Торено и 8-й виконт де Матарроса (6 ноября 1840 года — 31 января 1890 года) — испанский дворянин и политик. Он был министром иностранных дел (1879—1880) и мэром Мадрида (1874—1875).
Его отец, 7-й граф де Торено, несколько месяцев (1835) возглавлял правительство Испании, а его прабабушка была 14-й герцогиней Гандия (чья бабка принадлежала к семье де Борха (Борджиа)). Его потомки также являются маркизами де Кейпо-де-Льяно, маркизами де  Гуадиаро, графами де Касарес, графами де Белалкасар, графинями де Сан-Мартин-де-Кирога, виконтами де Валория, герцог де Монтеагудо, графами де Майорга, графами де Сан-Мартин-де-Кирога и виконтами де Матарроса.

## Жизнь
Родился в Мадриде, образование получил в Мадридском институте и университете, вступил в парламент в 1864 году как милдерадо и заседал во всех кортесах времен царствования королевы Изабеллы в качестве депутата от своей родной провинции, Астурии. Верный Бурбонам на протяжении всей революции, тем не менее, он стал депутатом в Кортесах с 1871 по 1873 год и основал альфонсистскую газету "Эль Тьемпо" в 1873 году.
Когда произошло восстановление монархии, первый кабинет назначил графа де Торено мэром столицы[3], а в 1875 году он стал министром общественных работ, в котором улучшил общественные библиотеки, музеи, академии и архивы, а также вызвал публикацию многих важных работ, включая "Картас де Индиас".
В 1879 году он стал министром иностранных дел, в 1880 году - президентом Палаты депутатов, в 1884 году вновь был губернатором Мадрида, и в 1885 году вновь стал президентом Палаты депутатов. Во времена царствования Альфонсо XII и в начале регентства королевы Кристины граф де Торено был одним из самых выдающихся лидеров консерваторов и часто консультировался короной. Он ушел из жизни 31 января 1890 года.